# Dombay Miksa Ágoston
Diendorfer (Dombay) Miksa Ágoston (Dorog, 1874. november 25. - Jászapáti, 1952. október 3.) magyar katonatiszt, vezérőrnagy. 

## Családja
A Diendorfer-család a mai Szlovákiában található Selmecbányáról származik, de Miksa édesapja, az 1843-ban született Diendorfer Ede már Dorogon kötött házasságot 1870-ben. Itt született a két fiú, 1872-ben Sándor, és két évvel később, 1874-ben öccse Miksa. Az édesapa geodéta mérnökként dolgozott, így a katonai hivatásnak nem volt hagyománya a családban, ennek ellenére mindkét fiú a katonai pályát választotta, és mindketten nagyívű karriert futottak be. Míg Diendorfer Miksát a Császári és Királyi (a továbbiakban cs. és kir.) 46. gyalogezrednél helyezték zászlóaljparancsnoki beosztásba, addig Diendorfer Sándor őrnagyot a "68-asok" I. zászlóaljának élére nevezték ki 1915 nyarán a galíciai harcok közepette. Ezredével a szerb és olasz frontokon harcolt, többször súlyosan megsebesült és az összeomlásig, mint alezredes a hadosztály parancsnoka volt. Hazafias magatartása miatt a kommün alatt Romániába menekült, ahol sokáig fogságban sínylődött és 1919-ben került haza. A hajmáskéri internáló tábor parancsnokságával bízták meg. Nyugalomba vonulásáig a székesfehérvári becsületbíróság beosztottja volt. 1920-ban léptették elő ezredessé. 1932-ben hunyt el Győrben. A kiváló katona hősiességét több egyéb kitüntetés mellett Vaskorona Renddel és a Katonai Érdemkereszttel ismerték el.
Diendorfer Miksa 1906-ban megházasodott, frigyéből két gyermek jött a világra: Alma (1907) és Sándor (1911). Alma később Ausztriában alapított családot, ahol két utódja született. Sándor fiának szintén két gyermeke született:
- Dombay Miklós (1939-2022), aki Ausztráliába emigrált, egy gyermeke született, Péter (1964), Miksa dédunokája.
- Dombay Péter (1942) jelenleg Vácon él, és nyugdíjazásig vízgazdálkodási üzemmérnökként dolgozott. Dombay Péter két gyermeke, a két további dédunoka Dr. Dombay Gábor (1970) tanszékvezető főiskolai tanár[6], és a vállalkozóként tevékenykedő Dombay Kinga (1973). A kései leszármazott Dombay Kingát kérték fel zászlóanyának a Dombay Miksa nevét viselő Magyar Honvédség 4. Területvédelmi Ezred számára adományozott csapatzászló átadásakor.

Dombay Péter, a tábornok unokájának kezdeményezésére kezdték el keresni a Jászapátiban elhunyt, és a jeltelen sírba temetett első világháborús hős földi maradványait.

## Élete
Diendorfer Miksa Ágoston 1874-ben született Dorogon. Katonai tanulmányait 1892-1894 között a budapesti cs. és kir. Gyalogsági Hadapródiskolában végezte. 1894 május 01-től hadnagyi rendfokozatban az esztergomi, majd a győri cs. és kir. 26. gyalogezrednél teljesített szolgálatot 1912-ig. 1897. október 01-től főhadnagy. A "26-osoktól" 1906-ban tanárként átvezényelték a Kismartoni Katonai Alreáliskolához. Itt tartózkodása alatt léptették elő századossá 1908. május 01-én. 1912-ben Szegedre helyezték át a cs. és kir. 46. gyalogezredhez. Az I. világháború kitörésekor a szerb hadszíntérre vezényelték, majd az orosz, egy évvel később pedig olasz hadszíntérre került. A 46. gyalogezred II. zászlóaljának parancsnokává nevezték ki, és 1915. júniusától már Doberdónál szolgált, ahol a fennsík kiürítéséig harcolt. 1915. szeptember 01-től őrnagy. A Doberdó mögötti harcokban súlyosan megsebesült. Felépülése után 1917. júliusától az Isonzó mentén, a tolmeini hídfőnél, a Mrzli hegyen harcoló szegedi 46-osok III. zászlóaljának parancsnokává nevezték ki, amelyet 1917. november 01-től alezredesként vezet.  A háború kitörését követően összesen 52 hónapot töltött század-, zászlóalj-, és harccsoport parancsnoki beosztásokban a fronton.
Néhány pillanatkép a frontszolgálatról...

### Szerbiában
A 46-osok közel egy hónapig, 1914. július 28-tól augusztus 25-ig állomásoztak Pancsovában, a Temes-parti városban és környékén. Az ezred közvetlen harci feladatokban ebben az időszakban nem vett részt, a határ közelsége és a jelentős számú szerb lakosság miatt azonban folyamatos készültségben állt, s harcszerű fegyelmező gyakorlatokat végzett.

### Az orosz fronton
5 nappal később már csaknem 600 km-re csoportosították át a 46-osokat, a mai Ukrajnában található Chodorówba. Az ötnapos utazás után az ezred nem sokat pihenhetett, alakulatai gyakorlatilag a vasútállomásról azonnal a frontvonalra vonultak, ahol a m. kir. 20. Honvéd Gyaloghadosztály alakulatai már elkeseredett küzdelmet folytattak az Osztrák–Magyar Monarchia galíciai területére betört orosz túlerővel szemben a települést övező dombokon. Innen 25 km-re keletre Rohatynnál estek át a tűzkeresztségen. Ekkoriban Diendorfer százados a II. zászlóalj 8. századát vezette. Az első harcokban a 46. gyalogezred komoly veszteségeket szenvedett. A halottak és sebesültek száma az ezrednek mintegy 12%-át tette ki!
Dr. Szojka Kornél szavaival:

„Szinte látni lehetett az izzó napsütésben a gyalogsági golyók csillogását. Az ezred súlyos harcban állt, veszteségei nagyok voltak. Ehhez nagyban hozzájárult a háborús tapasztalatlanságunk. A rajok, századok rajvonalban, állva mentek előre, míg előttünk az ellenséget senki sem látta, mert be voltak ásva a földbe. Az oroszok tűzfölénye minden tekintetben messze felette állt az osztrák–magyar csapatok tűzerejének. Ágyúink alig-alig szólaltak meg. Csak néha-néha jelent meg fent magasan az égbolton a mi srapneljeinknek piros színű felhője. Ez aztán leverőleg hatott, demoralizálta a csapatok lelkierejét, küzdőképességét, különösen látva a hátramenő sebesülteket és lógósokat, akik menteni próbálták életüket a veszélyben. Az oroszok ásókkal voltak felszerelve, míg a mieinknél csak minden két embernek volt egy kis spátnia, ásója.
”

### Harcok az Isonzónál, a doberdói csata
1915. május 20–24-én a 46-osokat, köztük Diendorfer Miksa századost átszállították az újonnan megnyíló olasz frontra. Ettől kezdve az alakulat egészen 1917. október 24-ig a  tolmeini (ma Tolmin, Szlovénia) hídfő körüli harcokban vett részt. A Tolmeintől északra húzódó magaslatok védelme lett az elkövetkező időszakban a 46. gyalogezred legfőbb feladata. A megérkezésüket követően hamarosan súlyos összecsapások vártak a II. zászlóaljra, amelynek élére 1915 nyarán - immár őrnagyi rendfokozatban - Diendorfer Miksát nevezték ki. A támadó olasz egységek átlépték a korabeli határt és birtokba akarták venni az Isonzó keleti oldalán húzódó magaslatokat. Ezekben a kezdeti harcokban 1915. június 2-án vesztette életét Rizetti alezredes is, a III. zászlóalj parancsnoka. Hősi halálának emlékét emléktábla őrzi a helyszínen. Ezt követően zászlóaljával a Plöcken-szorosi harcokban vett részt. 1915. június 6-tól a doberdói fennsíkra vezényelték, ahol az isonzói csatákat végigharcolta.
1915 végére itt is megmerevedtek a frontvonalak és a nyugalmasabb időszakban felgyorsultak a műszaki munkálatok, az állások megerősítése, kavernák, alagutak ásása. Diendorfer Miksa őrnagy zászlóaljparancsnoksága alatt a kavernák kiépítése már olyan tökéletes volt, hogy a föld, illetve sziklák alatt egész nagy termeket létesítettek, melyekben a legénység pihenője alatt a legteljesebb biztonságban érezhette magát. A Mrzli-hegyen lévő egykori parancsnoki kaverna rejt egy különlegességet, egy oltárt, melyet a harcok szünetében Diendorfer őrnagy állíttatott. A kavernát a szlovének Diendorfer-kápolnának hívják. Az oltár felirata: "Szűz Mária légy néped oltalma." – majd így folytatódik – "Erbaut durch das unter komdo des Major M. Diendorfer stehende K.u.K. Inf. Baon. No. III/46. im Jahre 1917."
1916. július 15-én a Mrzli vrh oldalában kész volt 94 darab kaverna. Ezekben elfért összesen 2.114 fő. Bővítésekkel együtt elhelyezni kívánt létszám: 4.117 fő. A legnagyobb kaverna befogadó képessége ekkor: 300 fő."

„1916. április 28-án Diendorfer Miksa zászlóaljparancsnokot elvezénylik az ezredtől. ... Diendorfer őrnagy úr nem búcsúzik tőlünk, csak a tisztektől. Nagyon érzékeny ember, erősen sír, sajnálja szeretett batalionját, s nem akarja mutatni gyöngeségét. Észrevétlenül akar délelőtt 10 órakor távozni, de Molnár őrmester figyelmeztet rá bennünket, kirohanunk a barakkból, s lelkesen éljenezzük. Ő pedig még a konyháktól is zsebkendőjével integet vissza. Diendorfer őrnagyban olyan parancsnokot vesztett el batalionunk, ki nagyon kímélte az embereinek életét...
”

Az Isonzónál súlyosan megsebesült és felépülése után 1917. július 26-án a tolmeini hídfő Mrzli vrh-en lévő 46. gyalogezred III. zászlóaljának (III/46) parancsnokává nevezték ki. Itt a caporettói áttörésig eredményesen harcolt a túlerőben lévő olaszokkal szemben. 1915 augusztusa és 1917 októbere között mind a 11 isonzói csatából győztesen kerültek ki, mert képesek voltak megtartani az Isonzó-front északi szakaszának egyik legfontosabb állását. Az I. világháború vége a Genova melletti Artegnában érte. 1918 novemberében érkezett haza Szegedre, 52 háborús hónapi szolgálat után. Kiváló katonai teljesítményéért összesen 16 kitüntetésben részesítették, melyek közül a legmagasabb a Lipót Rend lovagkeresztje a hadi ékítményekkel.

### Szerepe az 1919-es ellenforradalomban

#### Előzmények
1918 végére, 4 évnyi háborúskodás után Magyarországon egyre nagyobb lett a nyomor, az éhezés, a munkanélküliség. Az elégedetlenkedők élére Tisza István miniszterelnökkel szemben az ellenzéki pártok összefogásával a reformista, polgári demokratikus átalakulást sürgető Károlyi Mihály állt. A fellángoló tömegmegmozdulás 1918 október 30-31-én Őszirózsás forradalom néven vonult be a történelembe. Hiába érték el céljaik egy részét, az országos nyomort és munkanélküliséget megszüntetni nem tudták, a megerősödö szélsőséges mozgalmakkal szemben sem tudtak hatékonyan fellépni. Amikor pedig a hatalmas területi veszteségeket legalizáló Vix-jegyzék aláírására kötelezték, Károlyi lemondott, és a hatalmat 1919. március 21-én Kun Béla vezetésével a kommunisták ragadták magukhoz. Kikiáltották a Tanácsköztársaságot, Károlyi pedig külföldre menekült. Clemenceau francia elnök és antantvezető látszólag megegyezett Kun Bélával a román csapatok kivonulásáról, ám ígéretét nem tartotta be, a román csapatok maradtak a Tisza vonalánál. Kun Béla katonai erővel próbálta visszaszerezni az elfoglalt területeket, de terve nem sikerült, sőt a románok Pestig nyomultak előre. A Tanácsköztársaság vezetése lemondott és elmenekült. 1919 augusztus 1-én véget ért a Magyar Tanácsköztársaság. 

#### Diendorfer Miksa, a Nemzeti Hadsereg első ezredének parancsnoka
1919. május 5-én gróf Károlyi Gyula, Károlyi Mihály unokatestvére alakított ellenkormányt Aradon a Tanácsköztársaság megdöntése érdekében. Azonban az előrenyomuló román hadsereg a kormány több tagját elfogta és internálta. A kormány megmaradt tagjai a francia megszállás alatt álló Szegedre menekültek. Szegeden sajátos helyzet alakult ki: Újszegedet a szerbek szállták meg, a Tisza másik oldalán viszont létezett ugyan kommunista direktórium, de a valódi hatalom a megszálló franciák kezében volt. Ez a furcsa állapot tette lehetővé, hogy ha nem is nyíltan, de antibolsevista szervezkedés kezdődhetett a városban. 1919 május elején kiéleződött az ellentét a "nemzeti érzelmű" katonai vezetők és a szegedi katonai kerület parancsnoka, Tabódy Zsolt ezredes között, aki késznek mutatkozott a tanácskormány intézkedéseinek végrehajtására. Volt tehát a proletárdiktatúrának fegyveres karhatalma – ha nem is nagy számban – a Tabódy parancsnoksága alatt álló 46. vörös ezred révén. Így a szegedi ellenforradalmárok addig nem gondolhattak a Tanácsköztársaság ellen hatékony fellépésre, amíg nem semlegesítik a hozzájuk hű katonákat. A tartalékos tisztek, élükön Diendorfer Miksa alezredessel, indítottak mozgalmat a 46-os vörös gyalogezred lefegyverzésére. 1919. május 7-én korán reggel az az ötven-hatvan tartalékos tiszt, akiket a mozgalom vezetői tervüknek megnyertek, összegyűlt a szegedi Margit utcai leányiskola tornatermében, és itt formálisan megalakították a szegedi tartalékos tiszti századot. A századnak báró Heim Géza főhadnagy lett a parancsnoka. Ez a tartalékos tiszti század jelentette azt a karhatalmat, amelyikre a május végén újjáalakuló ellenkormány később támaszkodhatott. Ezt az alakulatot tekinthetjük a későbbi Nemzeti Hadsereg tulajdonképpeni magjának.
A Mars téri laktányában mindegy 300 fő állomásozott, míg a tartalékos század mindössze 72 főből állt. Ezért az alábbi terv szerint hajtották végre az akciót:
Diendorfer Miksa alezredes néhány tiszttel elment a negyvenhatos laktanyába. Ott közölte a parancsnokokkal, hogy a tanácskormány őt nevezte ki az ezred parancsnokává. Megkérte őket, hogy fegyvertelenül hívják le a legénységet az udvarra, ahol Diendorfer bejelentette az ezrednek a változást. Ez idő alatt, az egyik szakasz tisztjei bementek a laktanyába, a legénységi szobákban összeszedték a fegyvereket, lerohantak az udvarra és ott a fegyvertelen legénységet megadásra kényszerítették. Közben egy másik szakasz lefegyverezte a kapuőrséget. Az egész tervszerűen és rendben, minden ellenállás nélkül ment végbe. A megbízhatatlannak ítélt elemek kiválasztása után a tisztek, altisztek és a megmaradt legénység letette a Gömbös Gyula által megfogalmazott esküt a nemzeti lobogóra. Az esküt követően Diendorfer alezredes beszélt és éltette az új magyar hadsereget. Így alakult meg a cs. és kir. 46. gyalogezred romjaiból Diendorfer Miksa alezredes parancsnoksága alatt a szegedi 1. gyalogezred.
Károlyi Gyula május 31-én Szegeden megalakítja új kormányát. Ebben hadügyminiszterként szerepet kapott egy nyugállományú altengernagy, nagybányai Horthy Miklós, aki később 24 évig meghatározó alakja lett a magyar történelemnek. Mellette Gömbös Gyula kapta a hadügyi államtitkári pozíciót. Gömbös 1919. április 23-án Szegedre utazott, ahol a Nemzeti Hadsereg szervezése mellett, a korábban feloszlatott Magyar Országos Véderő Egyesület (MOVE) újjászervezéséhez is hozzákezdett. E munkájának fontos állomása volt a MOVE 1919. július 5-i díszközgyűlése. Horthyt itt mutatta be Szeged népének Diendorfer Miksa, mint a MOVE szegedi főosztályának elnöke az alábbi szavakkal:

„Hozzád fordulok, Novara hőse, aki a magyar dicsőséget az egész világnak tudtul adtad, az újjászületett Magyarországnak legelső hadügyminisztere! Ismerjük és tudjuk, hogy hazádért életed is odaajándékozod, ha azt megköveteli Tőled. Egybeforrunk Veled és úgy mondjuk: életünket és vérünket adjuk, ha kívánod és ha a haza sorsa megköveteli.
”

Horthy július 5-én vált az ellenforradalom vezéralakjává, népszerűségének és tekintélyének fokozatos növekedésében a díszközgyűlésen elmondott beszéde fontos szerepet játszott.

### Az ellenforradalom után
Az 1919. évi Magyarország politikai helyzete leginkább az anarchikus jelzővel jellemezhető. Az első világháborút lezáró békekonferencia 1919. január 18-án vette kezdetét. A legyőzött Magyarországon a hatalmi viszonyok alakulása szempontjából a döntő tényező a győztes hatalmak álláspontja volt. Magyarország sorsáról 1919. január-március folyamán Károlyi Mihály népköztársasága idején döntöttek, majd ezekről május első felében mondták ki az antanthatalmak vezetői a végső szót, amikor már a tanácsköztársaság diktatórikus kommunista rezsimje irányította az országot. Azonban Károlyi Mihály és Kun Béla kormányait a győztesek nem ismerték el. A szerbek még 1918 november 13-án benyomultak a Szeged–Baja–Pécs–Varasd vonaltól délre fekvő területekig, Szeged mindennapjait 1918. december végétől a francia megszálló csapatok uralták. A Tanácsköztársaság pedig a területi viták miatt háborúba bonyolódott Romániával és Csehszlovákiával. Ennek következményeként a románok augusztus 3-án a Magyar Vörös Hadsereget teljesen felmorzsolva bevonultak Budapestre, sőt augusztus 18-áig a Győr–Veszprém vonalig nyomultak előre. A kormányok egymás váltják; a tanácskormány bukása után mindössze 5 napig Peidl Gyula lett Magyarország állam- és kormányfője, majd a válogatott labdarúgói múlttal is rendelkező Friedrich István ragadta magához puccsal a hatalmat.
E kaotikus viszonyok között a konszolidáció csíráját Szegeden Diendorfer május 7-i akciója jelentette, amikor katonáival lefegyverezte a Mars téri laktanya vörös őrségét és létrehozta a Nemzeti Hadsereg első felesküdött ezredét. E karhatalmi háttérrel megalakíthatta első szegedi ellenkormányát Károlyi Gyula május 31-én. Ebben a hadügyminiszternek felkért Horthy június 5-én érkezik Szegedre, majd négy nappal később, június 9-én kiadta első hadparancsát, a Nemzeti Hadsereg fölállításáról és küldetéséről. Június második felében megkezdődött a toborzás, amelynek eredményeként a létszám júliusra 1300 főre növekedett. Az alakuló Nemzeti Hadsereg 1919. július 19-én tartotta  zászlószentelési ünnepségét a Mars téri laktanyában. Az ünnepség záróepizódjaként Horthy Miklós hadseregfőparancsnok a zászlót lelkes, éljenzésekkel megszakított beszéde után a spártaiak "Ezzel, vagy ezen." jelszavával adta át Diendorfer Miksa alezredesnek, az újjáalakuló 46. gyalogezred parancsnokának, aki ezekkel a szavakkal vette át: 

„A 46-osokat érte az a kiváló kitüntetés, hogy a kezei közé tették le ezt a zászlót. Oltalmunkba fogadjuk. Vele élünk vagy halunk. Talán alkalmunk lesz rövid idő alatt Budavár ormára tűzni ezt a zászlót és ez elsősorban a szegedi hős ezrednek dicsősége lesz. A testvéri szeretet és nem vérengzés a célunk. Kívánom, hogy ez a zászló a magyar testvériség és béke szimbóluma legyen.”

Augusztus 9-én e haderő szervezésére és esetleges hadműveleteinek irányítására Horthy Miklós altengernagy vezetésével megalakult a Fővezérség. Egy hónap alatt a szegedi helyőrség egységeiből, az összegyűlt hivatásos és tartalékos tisztekből mintegy 3000 főre duzzadt a Nemzeti Hadsereg létszáma.  Horthy, annak érdekében, hogy a hadsereget az előre nyomuló románok általi esetleges lefegyverzéstől megmentse, Szegedről a Dunántúl meg nem szállt területeire irányította. A hadsereg egy része, mintegy 1500 fő Bernátsky Kornél vezérőrnagy irányítása alatt augusztus 8-án indult, soraikban a Diendorfer alezredes által vezetett két szegedi zászlóaljjal. A román csapatok – a békekonferencia nyomására  – 1919 októberétől kezdték meg az Észak-Dunántúl, a főváros és a Duna–Tisza-közének kiürítését. A Nemzeti Hadsereg pedig engedélyt kapott az antanttól, hogy  november 16-án bevonuljon Budapestre. Szekszárd érintésével, november 15-én szombaton reggel Horthy dunántúli seregével egyidőben a szegedi első nemzeti gyalogezred is megérkezett Diendorfer alezredes parancsnoksága alatt. Az Erzsébet-híd budai hídfője alatt három uszállyal horgonyzott le a vontatógőzős, amely a szegedieket vitte. Reggel 8 órától fél 10-ig tartott a partraszállás és a kipakolás. A kihajózást óriási közönség nézte végig, amely lelkesen éljenezte a darutollas, Bocskay-sapkás legénységet. Legutoljára hagyta el a hajót Diendorfer alezredes, zászlóaljparancsnok, aki a riadó kürtjel mellett lépett el a zászlóalj sorfala előtt, és fogadta a tisztek jelentését. Mikor az alezredes a zászló elé ért, a közönség sorából előlépett Bartal Aurél volt kormánybiztos és neje, akik üdvözlő beszéd kíséretében kötötték fel a zászlóra azt a selyemszalagot, amelyet a Tolna- és Baranya vármegyei nők ajándékoztak a Nemzeti Hadseregnek Budapestre való bevonulása alkalmából. A szalaggal ellátott zászlót tisztelgéssel üdvözölte a zászlóalj, majd a kürtös imához fújt. A 10 órai mise után Diendorfer alezredes köszönetet mondott a megható fogadtatásért és a hadsereg nevében fogadalmat tett, hogy ezt a zászlót, az újra ébredő Magyarország szimbólumát utolsó leheletükig meg fogják védeni. Végül a Fehérvári úti kaszárnyába vonult az ezred. A megszálló román csapatok kivonulása után statáriumot hírdettek, és a Nemzeti Hadsereg – az osztrák határ felől már pénteken megérkező Lehár Antal ezredes parancsnoksága alatt – megkezdte a főváros stratégiai pontjainak megszállását, Budapest rendjének biztosítását. Horthy Miklós fővezér bevonulására szigorú protokoll szerint és ünnepélyes külsőségekkel 1919. november 16-án került sor. Az almásderesén ülő Horthyt a Prónay-különítmény tisztjei kísérték, mögötte a vezérkar főnök, bádoki Soós Károly vezérőrnagy és a Fővezérség lovagolt, utánuk a szegedi 1. gyalogezred masírozott Diendorfer Miksa alezredes parancsnoksága alatt.
Tekintettel Magyarország bizonytalan kül- és belpolitikai helyzetére, a Nemzeti Hadsereg gyors fejlesztésére törekedtek, folytatták az augusztusban megkezdett katonai közigazgatás kiépítését. A Budapestről tovább vonuló Nemzeti Hadsereg november 23-án érkezett Kecskemétre, ahová 1919. december 1-től Diendorfer Miksa alezredest a parancsnoksága alatt álló szegedi zászlóaljakkal áthelyezték, és mint katonai állomásparancsnok működött tovább. Az itt eltöltött 5 hónap legkiemelkedőbb eseménye Horthy Miklós fővezér 1920. február 7-i látogatása volt. A tiszteletére adott díszebéden Diendorfer alezredes a következő beszédet intézte a fővezérhez:

„Nagyméltóságú Fővezér Úr! Kegyelmes Uram!
Harmadszor szólít a sors szerény munkás otthonomból, hogy velem egyet érző és alám rendelt katonáim üdvözlő hódolatát tolmácsoljam Nagyméltóságodnak.
Először tavaly június havában szerencséltetett a véletlen, midőn Szegeden egy maroknyi elszánt, minden áldozatra kész magyar katonának nevében szólalhattam fel; azon tisztek, altisztek és legénység nevében, kik múlt év május 7-én a csongrádi-csanádi 46. gyalogezredet, a nemzeti hadsereg első ezredét megalakítva tömörültek körűlém, kik a vörös garázda uralom letörését és hazánk megmentését írták a sárból kiemelt nemzeti lobogónkra.
Midőn az ententehatalmak Szegeden szabad utat engedtek és ezredemmel augusztus 8-án Szegedet elhagyhattuk, a balsors északnak vett irányunkból nyugatra szorított és Dunántúlra vetett. Szekszárdon volt szeptember havában másodszor alkalmam, midőn szegedi kis csapatunk köré újonnan megalakult zászlóaljak a Dunántúl népének lelkes és örömdús hangulatával versenyző darutollas magyar katonák üdvözletét, önzetlen szolgálatkészségét és hódolatát tolmácsolhattam.
Parancsod folytán Fővezér – Tolna és Somogy vármegyékből szegedi ezredem a Duna mentén északnak vette útját. Bevonultunk Budapestre, majd a vörös rongyokba öltözött Leninvárost nemzeti színekbe öltöztetve, mint Erzsébetfalvát, ismét visszaszereztük Hazánknak – a magyaroknak.
A sors tovább vezetett. Parancsod ide Kecskemétre vezérelt, hol a legnagyobb lelkesedéssel fogadott a társadalom minden rétege. Elfelejthetetlen emlékek fűznek a nemzeti hadsereg kecskeméti bevonulásának ünnepnapjához. A gazok által romba dőlt magyar erkölcsök és a románok által kifosztott aranykalászos magyar Alföld vidékei felszabadultak. Romokban láttam azon válaszfalat, mely a régi, elavult ádáz korszak átkaként a polgári társadalmat a katonától elkülönített.
A felújhodott keresztény magyar nemzeti eszme hajnalpirkadásán örömtől sugárzó arcok köszöntötték egymást és örömkönnyek közt kezdődött Hazánk újra felépítésének munkája.
Csak a válaszfal romjait hagytuk romokban heverni. És íme ezen romokból keltek új életre a magyarság legszebb erényei, ezen romokból fakadtak a magyar lélek legnemesebb virágai – a kölcsönös megértés, kölcsönös megtisztelés és a barátság.
Ezen virágcsokrot óhajtom Nagyméltóságodnak felajánlani. De nem gyászfátyollal borítva, – hiszen mi nem gyászolunk ma. Gyásznapjaink nincsenek. Ha fáj is a szívünk, és sajog is a lelkünk, midőn tekintetünk északnak, keletnek, délnek és nyugatnak irányul, de a gyász érzése nem tölti be lelkületünket soha. Gyászolni csak örökre elveszettekért lehet. Érzem és tudom, hogy nincs e nagyvilágon egy keresztény magyar ember, kinek szívében a jövőnkbeni remény és bizalom ne lakoznék, ki Hazánk megcsonkítását eltűrné.
Nemzetiszínű szalaggal kötöm csokorba a barátság és megértés virágait, – mellyel szeretetünket – hitünket és reményünket Beléd, szeretve-szeretett Fővezérünk és Hazánk jövő boldogságába helyezzük.
Kecskemét katonáinak Nagyméltóságod iránt érzett szeretete és leírhatatlan lelkesedése minden áldozatra kész hazaszeretetükkel versenyez. Hiszen ott látjuk egyik kezedben a kettős keresztet, a másikban ezeréves Hazánk szimbólumát, a nemzeti trikolort magasra felemelve, – mint a jövő boldogságunk hirdetőit. így hozom immár harmadszor életemben katonáim hódolatteljes üdvözletét, Neked Fővezérünk, – azon szent fogadással, hogy letiprunk mindent, mi utadat állja. Talpon vagyunk, – várjuk parancsodat, „Előre!“
A katona hivatása nem beszédekben, hanem tettekben és cselekedetekben nyilvánul. De imádkoznunk szabad. Szóljanak tehát imáink a hazaszeretet és önzetlen áldozatkészség dallamdús lépcsőzetén fel a magas egekbe.
„Nagy Ég – Magyarok Istene! Vezesd és oltalmazd Horthy Apánkat, irányítsd minden gondolatát, és vezéreld minden tettét, – áldd meg Őt és családi otthonát, – tedd boldoggá honmentőnket, hiszen Ő adja vissza Magyarországot a magyarnak és nekünk boldogságunkat.”
Emelem poharam – ezer és ezer derék katonám nevében Nagyméltóságod egészségére, – várva-várjuk a parancsodat: „Előre!””

A Magyar Területvédő Liga emblémája

Diendorfer kecskeméti szolgálati idejének említésre méltó eseménye volt, a Magyar Területvédő Liga kecskeméti szervezetének megalakulása 1920. február 22-én. A nagygyűlésen "Diendorfer alezredes a Nemzeti Hadsereg lelkivilágát jellemezte nagyhatású beszédben."
Diendorder szegedi zászlóaljai élén 8 hónapi távollét után 1920. április 1-én ezredparancsnokként újra visszatért Szegedre, miközben Hódmezővásárhelyen az állomásparancsnoki teendőket is feladatul kapta. Április 11-én ünnepélyes aktusra került sor. A magyar Nemzeti Hadsereg első ezredének Pottyondy zászlóalja vasárnap délelőtt 10 órakor esküdött hűséget Vásárhely főterén Horthy Miklós kormányzóra, a Nemzeti Hadsereg parancsnokaira és a magyar nemzet alkotmányára. Az emelkedett hangulatú ünnepséget a közönség óriási lelkes érdeklődése övezte. Diendorfer alezredes, ezredparancsnok beszédében "rámutatott a züllés szomorú idejére s azokra a lelkes katona apostolokra, kik nem félemlettek meg és feltámasztották magyar nemzet fegyelmezett hadseregét." 1920. május 1-én ezredessé léptették elő.
Diendorfer ezredest 1920. augusztus 10-én a szegedi 1. gyalogezred állományából áthelyezték a debreceni gyalogezred ezredparancsnoki beosztásába, amit 1921. október 10-ig töltött be, amikor a Magyar Királyi Hadtörténelmi Levéltár állományába került. Innen helyezték nyugállományba 1922. június 30-án.

### Nyugdíjas évek
Diendorfer Miksa ezredest 1922. június 30-án, több mint 30 év tényleges és 6-6 év felemelten számított, illetve hadiévvel összesen 43 év szolgálati idővel nyugdíjazták a budapesti Hadtörténeti Levéltárból. 1923. július 1-ig átmeneti illetékkel, ezt követően pedig évenkénti 240 000 korona – havi 20 000 korona – alapilletéket állapítottak meg számára. Azonban a Horthy-korszak elején meglódult az infláció. 1922 augusztusára a fogyasztói árak 14 000-szeresére emelkedtek a háború kezdetéhez, a nyolc évvel azelőttihez képest.  Így a nyugdíj szegényes megélhetést biztosított a nyugállományba helyezett tisztek számára. Aki tudott, elhelyezkedett a civil világban. A volt tisztek igen kemény és mostoha sorsnak néztek elébe, nem segített ezen az sem, hogy számukra moziengedélyeket, trafikjogokat és más állami koncessziókat adtak. Diendorfer, az egykori háborús hős, szintén egy dohánytrafikot üzemeltetett Budapesten, a Jókai utcában, és – amennyiben lehetősége volt rá – középiskolások korrepetálásával egészítette ki nyugdíját.
Diendorfer ezredes nyugdíjazása után közéleti szerepre nem tört, civil társadalmi feladatokat két kivételtől eltekintve nem vállalt. A dohánytrafikosok szűkös megélhetésük biztosítása, anyagi érdekük védelmére szövetségbe tömörültek. E szövetség, a Dohánykisárusok Országos Szövetsége az elnöki tisztséget ajánlotta fel számára 1924. december 14-én, amelyet el is vállalt, és csaknem 6 évig, 1930. májusáig töltötte be. A másik viselt civil tisztsége vélhetően érdeklődésére utal, és nem a kenyérkereset miatt vállalta. Az 1927. augusztusában megalakult Magyar Rádióamatőrök Országos Egyesületének alelnöke lett.
Diendorfer Miksa igen tehetségesnek mutatkozott már gyermekkorában is. Kiváló eredménnyel végezte iskoláit, a cs. és kir. Hadapródiskolát osztályelsőként fejezte be 1894-ben. 1900-ban az ifú főhadnagy magyar nyelvre tanította Lajos Viktor főherceget, 1906-ban pedig a Kismartoni Katonai Alreáliskolába helyezték át  tanítani. Parancsnoki beosztásaiban, a harctéren kiváló stratégaként, vagy éppen a kavernák kialakításakor  számos alkalommal igazolta éles látását, és problémamegoldó készségét. Még az olasz fronton harcolt, amikor 1918-ban szabadalmat nyújtott be tábori hordágyaknak kerékre való fölszerelése tárgyában. Kreativitása, alkotókedve az évek múltával sem csökkent, és 1931-ben, már a nyugdíjas éveiben, két másik újítást is benyújtott a Magyar Királyi Szabadalmi Bíróság felé.

A Vitézi Rend jelvénye

Horthy Miklós személyét a korabeli politikai és katonai elit többsége elfogadta, és a Nemzetgyűlés 1920. március 1-jén államfővé – kormányzói címmel – megválasztotta. Kormányzói kinevezését és jogkörét az 1920. évi I. törvény szabályozta, amely a királyság intézményét érintetlenül hagyta. Horthy ugyan nem kívánt magának királyi jogokat, de kezdettől kormányzói jogkörének kiszélesítésére törekedett. Így nemességet a törvény szerint nem adományozhatott, ezért más módon akart egy személyéhez hű, nemesi jellegű társadalmi bázist létrehozni. Ezzel a céllal hozta létre a vitézi rendet 1920 szeptemberében, a trianoni békeszerződés aláírása után két hónappal. A felvétel szabályai szerint vitéz lehetett minden magyar állampolgár, aki a magyar állam védelmében (a világháborúban) kitűnt, és a forradalmak idején is hűséges maradt a hazához. Ezen túlmenően erkölcsi feddhetetlenséget is elvártak a jelentkezőktől. Részletesen szabályozták azt is, hogy milyen kitüntetésekkel kellett rendelkezniük a kérvényezőknek, különválasztva a tiszteket és a legénységi állományúakat. A felavatott telkes vitézek kötelezően a "vitéz" jelzőt viselték nevük előtt, amelyet, ha idegen hangzású volt, magyarosítani kellett.
Diendorfer Miksa százados, majd őrnagy, végül alezredes a cs. és kir. 46. gyalogezred tisztjeként többszörösen kitüntette magát előbb a keleti fronton, majd az olasz hadszíntéren. Az ellenséggel szemben tanúsított bátor és vitéz magatartásáért, csapatainak ügyes vezetéséért több, rangjához képest magas kitüntetésben részesült. Az eredeti kitüntetési javaslatokat a Magyar Hadilevéltár Bécsi Kirendeltsége – a haditettek körülményeinek részletes leírásával – 1935. évi iktatókönyvének 1300. bejegyzése szerint Diendorfer Miksa saját kérésére kiemelte a bécsi Kriegsarchivból és hazaküldte. Feltételezhető, hogy ehhez Diendorfer Miksának a Vitézi Rendbe történő felvételi eljárásához volt szüksége. Erre enged következtetni az 1934-es névmagyarosítása is. 1938-ban Vitézek Albuma címmel megjelent egy díszes kiadvány, amely tartalmazta a Vitézi Rendbe 1938-ig felvett tagok névsorát, röviden ismertetve életrajzi adataikat, és azokat az I. világháborús kitüntetéseiket, amelyek alapján felvételt nyertek a Vitézi Rendbe. Azonban Diendorfer (Dombay) Miksa neve ebben nem szerepel.
Dokumentumok igazolják, hogy Diendorfer Miksa kérelmet nyújtott be 1934-ben, hogy a Diendorfer név helyett a Dombay vezetéknevet használja. Kérelmét még abban abban az évben elbíráltálták, a névmagyarosítást 1934. október 12-től engedélyezték. Ezzel egyidejűleg gyermekei, az akkor 27 éves Alma, és a 23 éves Sándor is jogosultak lettek a Dombay név viselésére. Noha Dombay Miksa a Vitézi Rendbe való felvétel minden feltételének megfelelt – a korabeli dokumentumok szerint –, nem kapott vitézi címet. Ennek oka nem ismert, de a családi legendárium szerint Dombay – bár a nyilvánosság előtt mindig nagy tisztelettel beszélt a Kormányzóról – összekülönbözött Horthy Miklóssal, és egyenes, szókimondó ember lévén, amivel nem értett egyet, annak hangot is adott. Feltehetően emiatt nem lett a Vitézi Rend tagja. Talán kárpótlásként, az I. világháborúban és az ellenforradalom során tanúsított hősies helytállásáért  "legfelsőbb elhatározással" 1939. október 31-én tábornoki rendfokozatot kapott, vezérőrnaggyá léptették elő.
Romló egészségi állapota miatt a nyugdíjas évei alatt aktív katonai szolgálatot már nem vállalt, az állandó orvosi felügyelet miatt Kádár utcai lakását gyakorlatilag alig hagyta el. Ünnepélyes megemlékezéseken, illetve a Mars téri laktanya visszafoglalásának évfordulóin szólaltatták meg. Újsághír volt 1942-ben az egykori cs. és kir. Gyalogsági Hadapródiskolát 50 éve végzetteknek a találkozója, ahol évfolyamelsőként Dombay Miksa vezérőrnagy mondta a megemlékező beszédet. Így természetesen a II. világháború kitörésekor sem tartottak igényt a 65 éves tábornok szolgálataira.
A Rákosi-korszakban, a volt horthysta tábornokot, mint osztályidegent, kitelepítették Jászapátiba. Itt 1950-ben, egy kuláknak nyilvánított gazda, Lassányi Rudolf házának nappali szobáját jelölték ki kényszerlakhelyéül, megvonva a teljes nyugdíját is. Az idős katona 78 évesen, 1952. október 3-án hunyt el Jászapátiban. Először a falu kommunista tanácselnöke azt javasolta Lassányinak, hogy rakja bele a holttestet egy zsákba és ássa el a háza udvarán. A jóérzésű gazda ezt nem tette meg, hanem a helyi gyógyszerész anyagi támogatásával – aki fizette a koporsót és a szemfedelet – rendesen a temetőben temették el a fia jelenlétében.

## Az exhumálás és az újratemetés
A tábornok sírját a unokája, Dombay Péter kezdte el keresni Jászapátiban, ahol azonban a rendelkezésre álló temetői nyilvántartásokban nem volt nyoma tiszt nyughelyének. A 2013-ban készülő "És a levelek lehullottak" című első világháborús dokumentumfilm kapcsán kapott új lendületet a kutatás. A film egyik szakértője, Dr. Négyesi Lajos nyugállományú alezredes, hadtörténész a temetői nyilvántartásokat kezelő Birkás Évával való konzultáció után esélyt látott a sír azonosítására. Az adatok elemzése után, egy jelöletlen sírhelyre esett a választás a 17-es parcellában. Itt történt a legtöbb temetés 1952-ben. A szervezőmunkába ekkor kapcsolódott be a szegedi Meritum Egyesület, amely a család felhatalmazásával egyeztetéseket kezdett a várossal Dombay hamvainak azonosítása és exhumálása ügyében. A szervezőmunka eredményeképpen 2013. szeptember 3-án minden készen állt arra, hogy a jelöletlen sírhely feltárásával megbizonyosodjanak arról, hogy az említett sír Dombay Miksa földi maradványait rejti. Az eseményen részt vett Dombay Miklós és Dombay Péter, a tiszt két unokája is.
A maradványok megtalálása nem volt egyszerű. A sír felbontása után azzal szembesültek az ásást végzők, hogy közel két méter mélységig, – bár érezhetően bolygatott volt a talaj, – semmi nyoma a maradványoknak. Végül a gödör alján egy koporsós temetkezés foltja rajzolódott ki, ami benyúlt a bal oldalfal alá. Ennek bontása során előkerülő csontmaradványról a munkában részt vevő, – az SZTE Embertani Tanszékét vezető – Pálfi György egyetemi docens rövid vizsgálat után elmondta, hogy egy kb. fél évszázada halott, középkorú nő maradványai lehetnek. A női csontváz alatt hamarosan egy másik embertől származó maradványok is előkerültek, amelyek egy kb. száz éve halott fiatal férfitől származtak. Ezek után akár befejeződhetett volna a munka, tényként fogadva el, hogy Dombay Miksát nem ide temették. A kutatók azonban nem adták fel és a jobb oldalon is elkezdték a kutatóárok szélesítését. A szomszédos sír közelsége miatt nem sok remény volt arra, hogy oda is temettek, ugyanakkor az oldalfal lefaragása közben először egy újabb koporsó nyoma jelentkezett, majd sikerült feltárni még egy emberi maradványt. Ez a csontok mérete és a koponya alapján kb. 165 cm magas, 70 fölötti férfié volt. A helyszíni embertani vizsgálat nyomán gyanítható volt, hogy ezek a keresett csontok, a doberdói hősök parancsnokának csontjai kerültek elő. A felfedezést a Szegedre szállítás és az SZTE Embertani Tanszékén egy részletes vizsgálat követte, amely végérvényesen igazolta, hogy Dombay Miksa csontmaradványai kerültek elő Jászapátiban.
Az I. világháborúban elesett 3900 szegedi hősi halottból mintegy 400-at sikerült hazahozni. Számukra a Szegedi Belvárosi temető központi emlékkeresztjénél hoztak létre csontdombot, ahol az elhunytak földi maradványait elhelyezték. A család úgy vélekedett, hogy Szegeden, az egykori katonái sírjai körében lenne a legméltóbb helye a parancsnoknak. Az I. világháború szegedi vonatkozásaival foglalkozó Meritum Egyesületnek az exhumáláson jelen lévő tagjai, Szanka József, Murányi Gábor, Szécsi Imre és Csáki Béla is azon a véleményen volt, ha sikerül Szegeden, az I. világháború hősei mellé Dombay Miksa földi maradványait elhelyezni, az a szegedi I. világháború centenáriumi megemlékezéseinek egyik méltó állomása lehetne.
Az újratemetést a HM Társadalmi Kapcsolatok és Háborús Kegyeleti Főosztálya és a Szegedi Testamentum Kft. támogatásával szervezték meg. Diendorfer (Dombay) Miksa Ágoston vezérőrnagynak, a Császári és Királyi 46. gyalogezred 2., majd 3. zászlóalja parancsnokának újratemetésére és búcsúztatására 2014. május 25-én délelőtt, a Hősök Napján került sor a Szegedi Belvárosi temető Hősi keresztjénél. A szertartást Kiss-Rigó László megyéspüspök végezte. Búcsúztatta Holló József nyugállományú altábornagy, a HM Hadtörténeti Intézet és Múzeum egykori igazgatója. Délután pedig a Belvárosi moziban levítették Papp Ferenc És a levelek lehullottak. YouTube című dokumentumfilmjét az olasz frontszakaszról.

## Emlékezete
Az Isonzó völgye fölött, annak bal partján, Tolmin közelében emelkedik a Mrzli vrh (magyarul Fagyos csúcs, 1359 m) meredek hegyoldala. Az első világháború időszakában ez volt a tolmeini hídfő osztrák–magyar védelmi rendszerének egyik legjelentősebb pontja. A hegygerincet 1915. június 1-jétől 1917. október 24-éig védte az olasz előrenyomulással szemben az osztrák-magyar hadsereg, rendkívül véres harcok közepette. Az előretolt állások mögött több mint száz barlangot (kavernát) vájt a sziklákba óvóhelyként a szegedi 46. gyalogezred III. zászlóalja. Ezek egyikét, a hegygerinc alatt mintegy 1320 méter magasságban parancsnokukról, Diendorfer Miksa Ágoston őrnagyról nevezték el, és egy magyar feliratú Szűz Mária-oltárt is elhelyeztek benne. Ma már csak magyar kavernakápolnaként emlegetik. A hegy oldalába vájt kaverna és az ott álló oltár ma zarándokhely, ahol a tolmini székhelyű "Peski 1915-1917" Egyesület szervezésében évről-évre növekvő számú megemlékező rója le tiszteletét a háború hősi halottjai előtt, minden év augusztusában, Mária-napot követően.
A Magyar Honvédség 4. Területvédelmi Ezred (MH 4. TVE) 2023. január 1-én alakult meg kiválva az Magyar Honvédség 2. vitéz Vattay Antal Területvédelmi Ezredből, egyúttal felvette Dombay Miksa nevét. A új ezrednek 2023. október 5-én ünnepélyes körülmények között a szegedi Dómban csapatzászlót adományozott Novák Katalin, Magyarország Köztársasági Elnöke. A csapatzászlót dr. Kun Szabó István vezérőrnagy, a Köztársasági Elnöki Hivatal Honvédelmi Igazgatóságának igazgatója adta át Huszár Ferenc ezredesnek, az MH 4. TVE parancsnokának. Az eseményen a zászlóanya, Dombay Miksa vezérőrnagy dédunokája, Dombay Kinga volt.
Az alakulat minden évben katonai tiszteletadással emlékszik meg névadójáról a Szegedi Belvárosi temetőben.

## Galéria

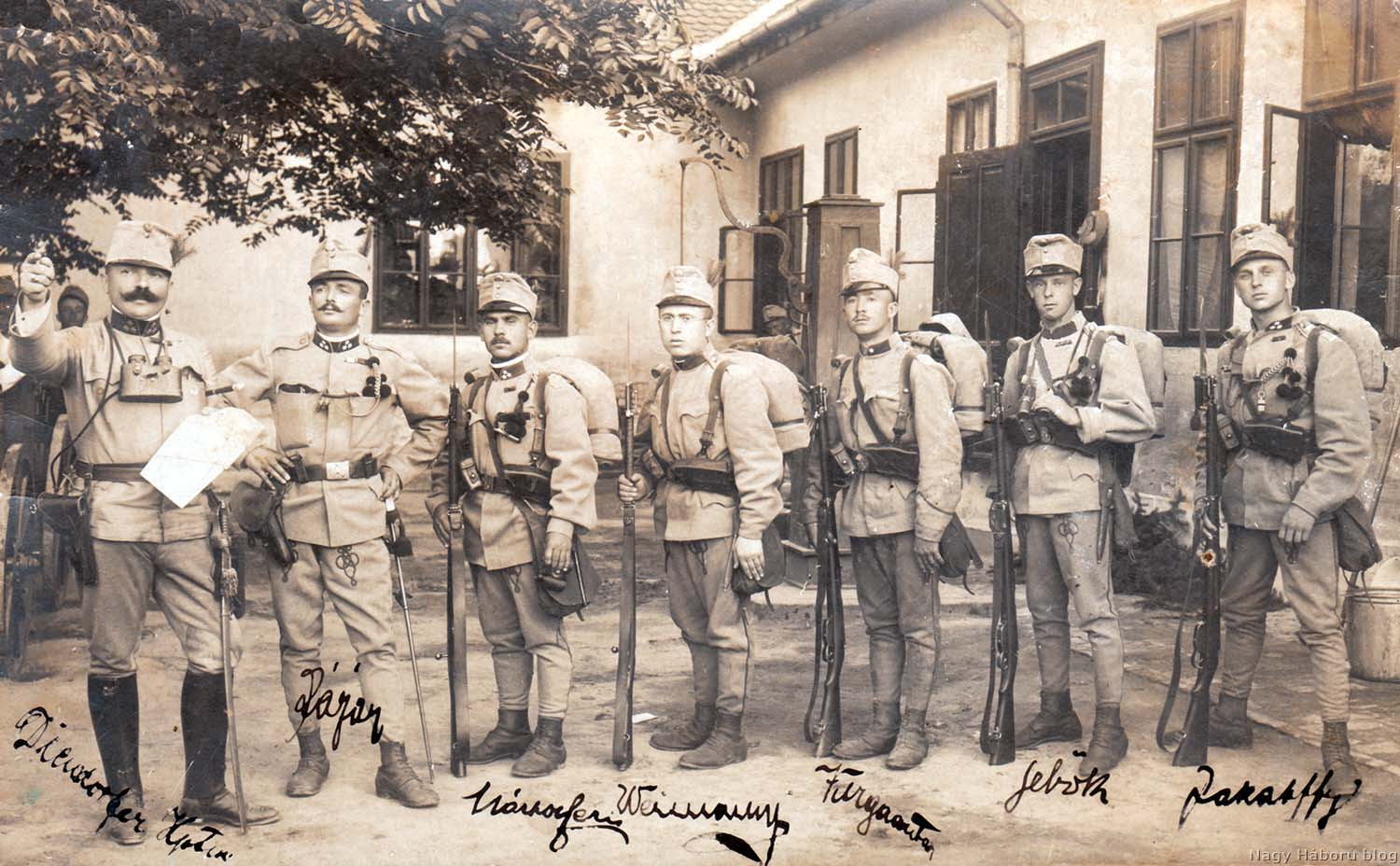
Diendorfer Miksa százados (a kép balszélén) néhány katonája körében még Pancsován 1914 augusztusának elején.

|  |  |  |